# Paragetocera
Paragetocera is een geslacht van kevers uit de familie bladkevers (Chrysomelidae).
De wetenschappelijke naam van het geslacht werd in 1929 gepubliceerd door Laboissiere.

## Soorten
- Paragetocera dilatipennis Zhang & Yang, 2004
- Paragetocera fasciata (Gressitt & Kimoto, 1963)
- Paragetocera flavipes (Chen, 1942)
- Paragetocera involuta (Laboissiere, 1929)
- Paragetocera nigricollis Zhang & Yang, 2004
- Paragetocera nigrimarginalis Jiang, 1992
- Paragetocera pallida (Chen, 1942)
- Paragetocera parvula (Laboissiere, 1929)
- Paragetocera tibialis (Chen, 1942)
- Paragetocera violaceipennis Zhang & Yang, 2004
- Paragetocera yunnanica Jiang, 1992